# Found
Found (em português: Encontrados) é uma série dramática de televisão americana criada por Nkechi Okoro Carroll que estreou na NBC em 3 de outubro de 2023.

## Enredo
Gabi Mosley, especialista em recuperação, e a sua equipa de gestão de crises trabalham para encontrar pessoas desaparecidas que acreditam serem ignoradas pelo sistema. Sua equipe é formada por especialistas que foram ou conheceram pessoas sequestradas. Ela mesma vítima de sequestro quando era jovem, Mosley sequestrou secretamente o homem que a sequestrou (conhecido como Senhor) e o manteve trancado em seu porão quando o encontrou há sete meses, usando-o para ajudá-la a resolver casos e uma chance de redenção.

## Elenco
- Shanola Hampton como Gabrielle "Gabi" Mosely
- Mark-Paul Gosselaar como Hugh "Sir" Evans
- Kelli Williams como Margaret Reed
- Brett Dalton como Mark Trent
- Gabrielle Walsh como Lacey Quinn
- Arlen Escarpeta como Zeke Wallace
- Karan Oberoi como Dhan Rana